# Hilmwarte

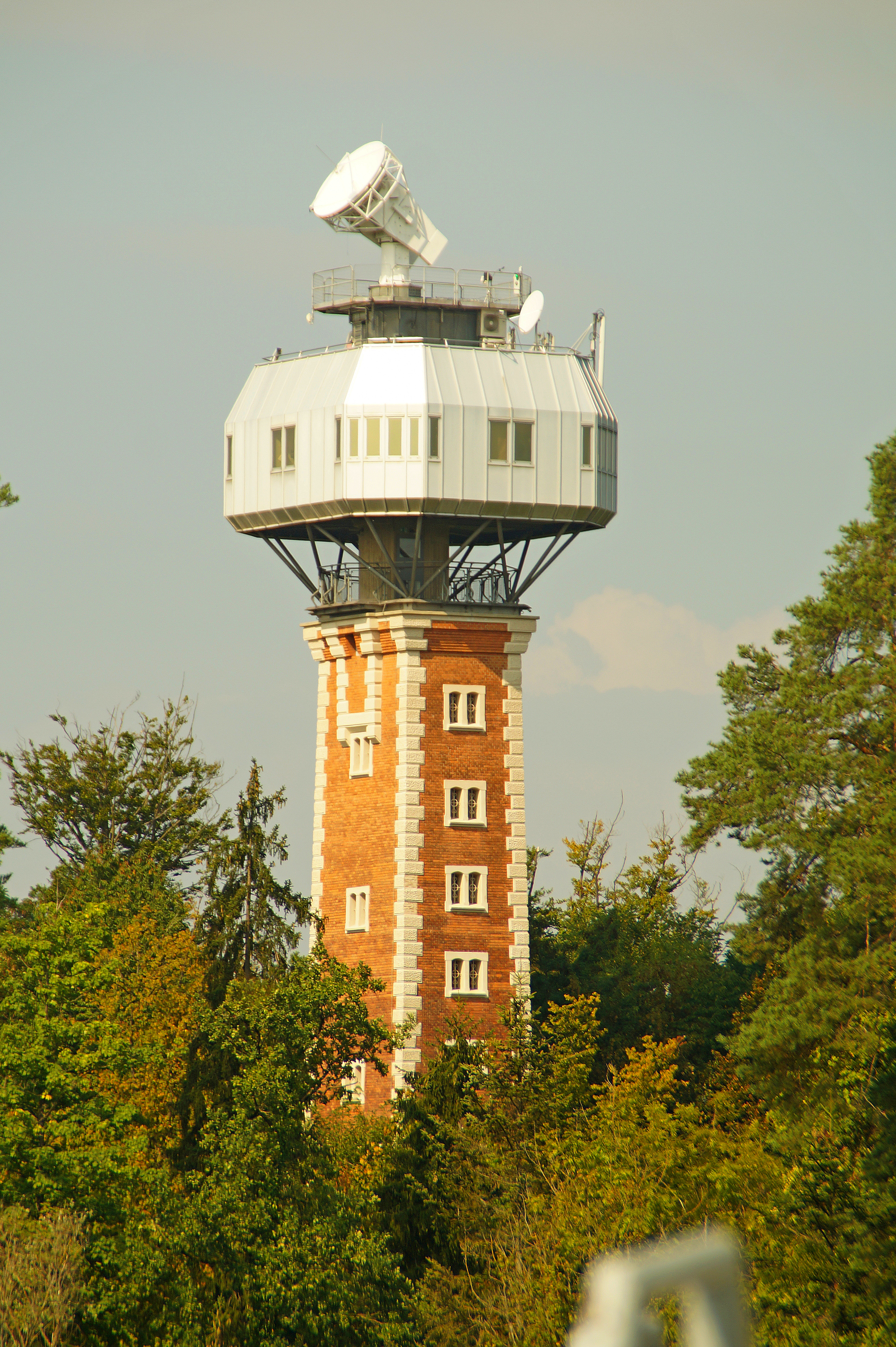
Hilmwarte mit Wetterradar (2018)

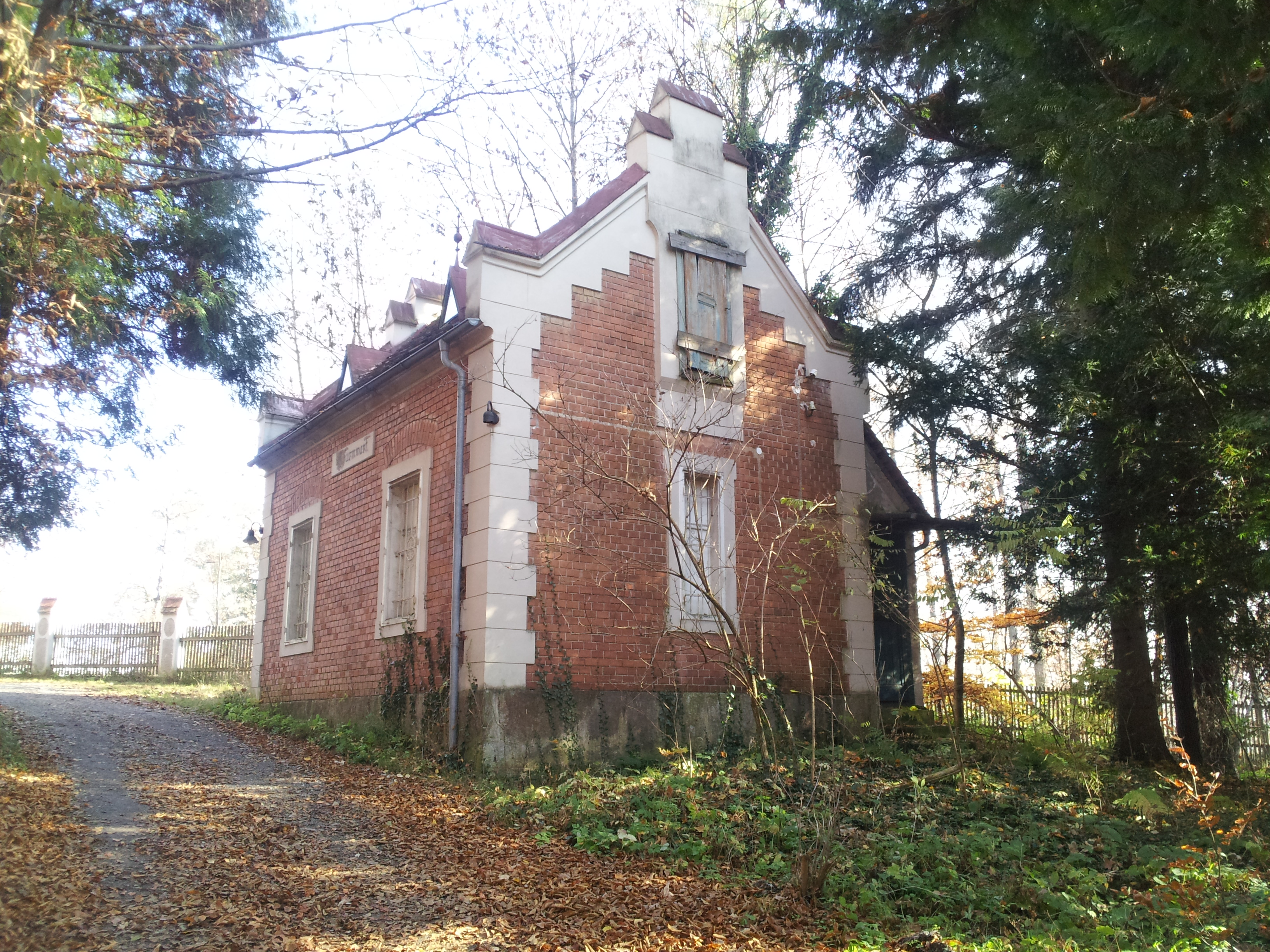
Das Turmwärterhaus bei der Hilmwarte (2011)

Die Hilmwarte, bisweilen auch: Hilmteichwarte, ist eine Wetterradar-Forschungsstation und ein ehemaliger Aussichtsturm im elften Grazer Stadtbezirk Mariatrost.

## Baugeschichte

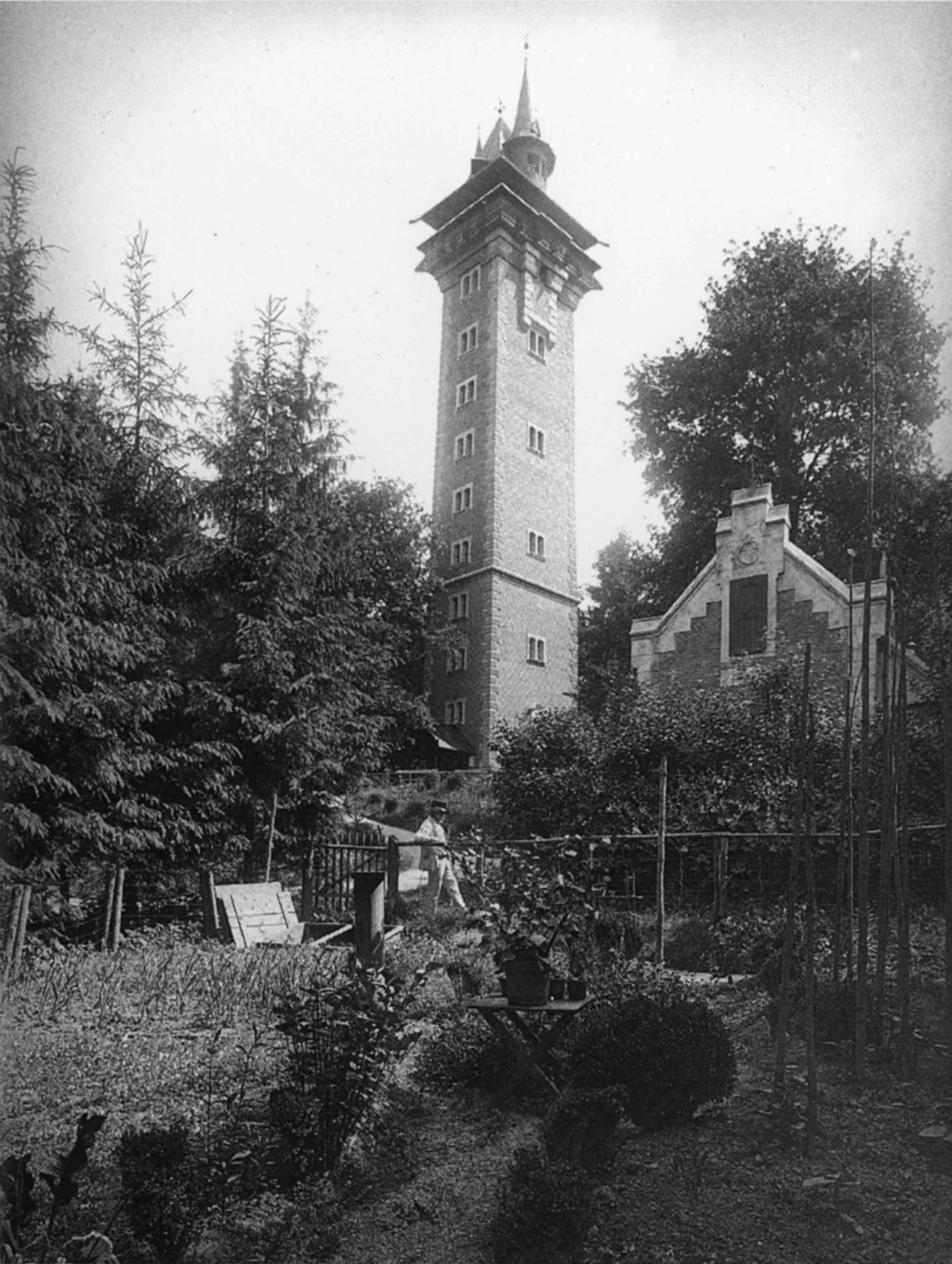
Turm und Turmwärterhaus 1901

Bereits 1857 stand am gegenwärtigen Standort ein hölzerner Aussichtsturm, den aber der ihn umgebende Leechwald überwuchs. Bei der Gemeinderatssitzung am 10. Oktober 1887 wurde beschlossen, den neuen Turm dort zu errichten, wo die kleine Aussichtswarte sich befunden hatte.
Die heutige Warte, eröffnet am 4. Juli 1888 im Rahmen eines Hilmteich-Fests, wurde laut Inschrift nach den Plänen des Architekten Mathias Seidl ausgeführt, finanziert von 200 Industriellen und Kaufleuten als Gründern unter der Schirmherrschaft des Textilienhändlers und Mitinitiators (1864) der Steiermärkischen Escompte-Bank Johann Kleinoscheg (1817–1896), von 1857 bis 1868 Miteigentümer und Entwickler des Hilmteichgeländes. Die Feier wurde begleitet von drei Militär-Musikkapellen, die unisono den von Josef Steyskal (1854–1922) komponierten Hilmteichwarte-Marsch vortrugen.
Nach dem Bau ging die Hilmwarte in den Besitz der Stadt Graz über.
Der 40 Meter hohe Turm besteht aus sechs, sich nach oben verjüngenden Stockwerken auf rechteckigem Grundriss. Die alte Aussichtsplattform in 30 Meter Höhe mit einem kleinen Rundturm war über 182 Stufen zu erreichen. Die äußere Tragstruktur des Turms besteht aus Sichtziegel-Mauerwerk mit abgesetzten Eckquadern aus Mörtel. Bis Kriegsende befand sich auf dem Dachfirst der Warte eine Aeolsharfe, deren Verbleib unbekannt ist.

## Funktion
Die Hilmwarte war neben dem Hilmteich ein beliebtes Ausflugsziel der Grazer im Leechwald, ein Umstand, den viele Ansichtskarten aus der Zeit um die Wende vom 19. auf das 20. Jahrhundert belegen.  Neben der Hilmwarte, deren Aussichtsplattform nicht mehr im Originalzustand ist, steht ein kleines Turmwärterhaus, das im ähnlichen Baustil 1887/88 errichtet wurde. Während des Zweiten Weltkriegs war die Hilmwarte Standort für Brandwachen.
Renoviert in den Jahren 1984/85, dient die Hilmwarte als Wetterradar-Forschungsstation, eröffnet durch Bundesminister für Wissenschaft und Forschung Hans Tuppy am 25. April 1987. Das Weltraumwetter-Labor geht auf die Initiative von Willibald Riedler (1932–2018) zurück. Betrieben wird auch von der Joanneum Research eine Q-/V-Band-Satellitenbodenstation, das ist eine von weltweit nur drei vergleichbaren Stationen. Sie kommuniziert mit dem Satelliten „Alphasat“, der im Juli 2013 mit einer Ariane-5-Rakete in den Weltraum transportiert wurde.